# Feldenkraismetoden
Feldenkrais är ett pedagogiskt system av övningar som säger sig öka självmedvetenhet och dynamisk hållning. En grundtanke är att förfina självbilden genom att urskilja och varsebli specifika sensoriska förnimmelser för att därmed finna alternativ till invanda handlingsmönster och beteenden. Metoden handlar om att medvetandegöra hur människans olika funktioner rör sig i samklang och påverkar varandra. Handlingen definieras av ett samspel av fyra komponenter nämligen tanke, känsla, varseblivning och rörelse. Var och en innefattar något av de andra tre. 
Metoden utvecklades av Moshe Feldenkrais (1904-1984), som tidigare bland annat utövat judo, under rehabiliteringen efter en allvarlig knäskada som han ådragit sig. När han utvecklade metoden så studerade han barns rörelse och deras utveckling som han sedan inkorporerade i metoden.
Påståenden om metodens verksamhet och effektivitet är inte stödd av forskning.